# Балешта Василь
Васи́ль Бале́шта (нар. 1891; за іншими даними 1893, с. Токи, нині Тернопільського району Тернопільської області — пом. 5 лютого 1973, Канора, Канада) — український диригент, адвокат, діяч культури.

## Життєпис
1913 виїхав до Канади, де створив і провадив хори та драматичні гуртки в містах Торонто і Вінніпег. Від 1935 — адвокат у Канорі. Керував хорами при церкві й Українському народному домі, голова місцевого відділу КУК.